# Cenocentrum tonkinense
Cenocentrum es un género monotípico de plantas de la familia  Malvaceae cuya única especie es Cenocentrum tonkinense, originaria del Sudeste de Asia. 

## Descripción
Es un arbusto de hoja caduca que alcanza los 2-4 m de altura, densamente peludo y espinoso, con pelos simples o estrellados de 4 mm de longitud. Estípulas de 6 mm, caducas ; con pecíolo de 6-18 cm. Las flores son solitarias. El fruto en cápsula semi-globosa de 3,5-4 cm de diámetro.  Semillas verrucosas.

## Distribución y hábitat
Se encuentra en los bosques abiertos, en laderas cubiertas de hierba, en valles a una altitud de 700-1600 metros, en Yunnan (China), Laos, Tailandia y Vietnam.

## Taxonomía
Fue descrito por François Gagnepain  y publicado en Notulae Systematicae. Herbier du Museum de Paris 1: 78, en el año 1909. (18 Aug 1909)